# Travers (Švýcarsko)
Travers je bývalá samostatná obec v kantonu Neuchâtel na západě Švýcarska. Žije zde asi 1200 obyvatel. 
Dříve samostatná obec vytvořila k 1. lednu 2009 společně s obcemi Boveresse, Buttes, Couvet, Fleurier, Les Bayards, Môtiers, Noiraigue a Saint-Sulpice novou obec Val-de-Travers.

## Geografie

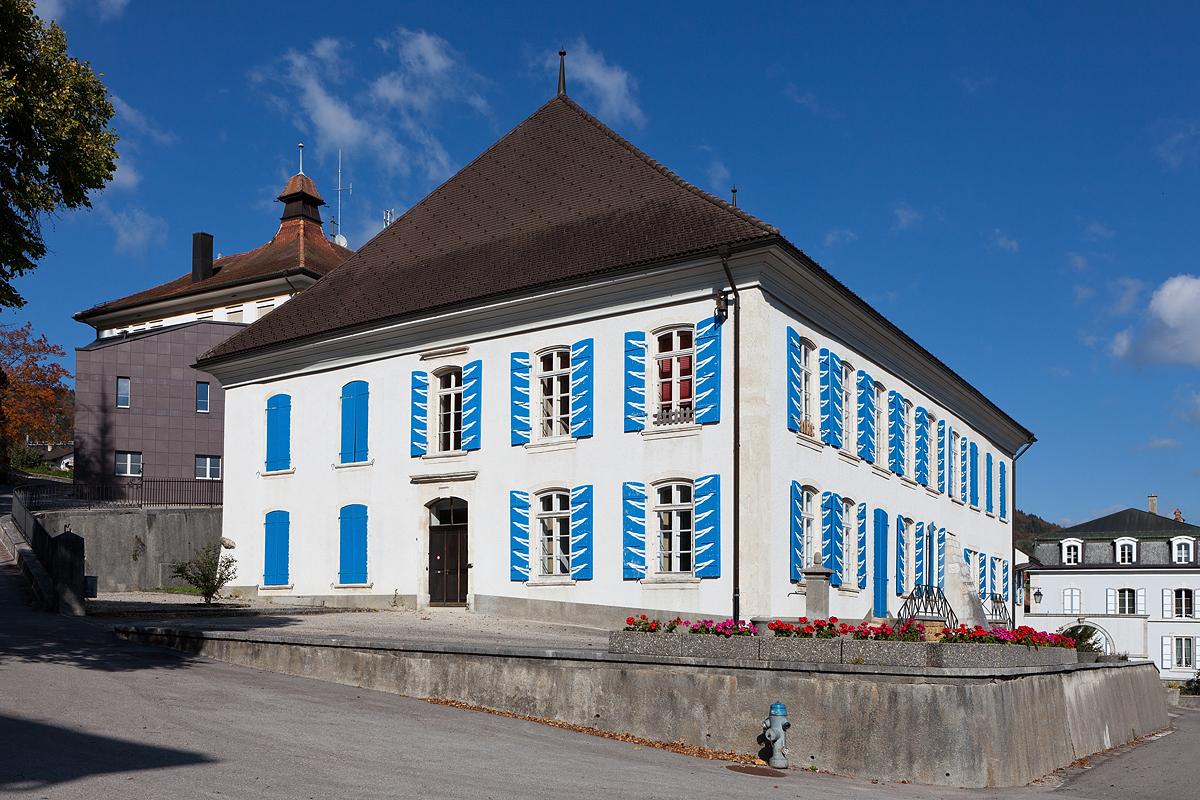
Zámeček Travers

Travers leží v nadmořské výšce 735 m, vzdušnou čarou 20 km západojihozápadně od hlavního města kantonu, Neuchâtelu. Obec se rozkládá z větší části na severní straně řeky Areuse v širokém údolí Val de Travers, obklopeném výšinami  Neuchâtelského Jury.
Území bývalé obce o rozloze 24,7 km² pokrývá východní část údolí Val de Travers, které má ploché dno údolí široké asi 600 metrů. Východně od obce se řeka Areuse stáčí k severu, prochází úzkým úsekem mezi strmými svahy Côte Lambercier a Côte de Rortier a poté vstupuje do kotliny Noiraigue, jejíž západní část rovněž patřila k Travers. Na jihu se území obce rozprostíralo přes hustě zalesněný sráz (Bois des Lacherels) až k antiklinále Chasseron. Na jihovýchodě se rozkládala od Soliatu až po horní okraj skalní arény Creux du Van, kde se nacházel nejvyšší bod Traversu ve výšce 1410 m nad mořem. Na severu se území obce rozprostíralo přes náhorní plošinu Rotel a Crêt de Sapel (1210 m n. m.) až do výšky Roumaillard (1263 m n. m.) a do suchého údolí Combe Pellaton. To leží v povodí údolí Vallée des Ponts, jehož krajní jihozápadní část patřila k údolí Travers. Zejména na náhorní plošině Rotel a na Crêt de Sapel se nacházejí rozsáhlé jurské vysokohorské pastviny s typickými mohutnými smrky, které zde stojí buď jednotlivě, nebo ve skupinách. V roce 1997 tvořila 4 % rozlohy obce zastavěná plocha, 43 % lesy a lesní porosty, 52 % zemědělství a něco málo přes 1 % neproduktivní půda.
Travers zahrnoval vesnice Vers chez Montandon (730 m n. m.) na pravém břehu Areuse, Vers chez le Bois (837 m n. m.) na severním svahu údolí a Le Sapelet (1098 m n. m.) na jižním svahu Crêt de Sapel, jakož i četné jednotlivé farmy na svazích údolí a na výšinách Jury. Sousedními obcemi Travers byly Couvet, La Brévine, Les Ponts-de-Martel, Brot-Plamboz, Noiraigue a Gorgier v kantonu Neuchâtel a Provence v kantonu Vaud.

## Historie
První zmínka o obci pochází z roku 1202 a nese název Transversum. Současný název, který je odvozen od názvu údolí Val de Travers, existuje od roku 1229. Od 13. století patří obec hrabatům z Neuchâtelu. V roce 1648 se Neuchâtel stal knížectvím a od roku 1707 byl personální unií připojen k Pruskému království. V roce 1806 bylo území postoupeno Napoleonovi a v roce 1815 se v rámci Vídeňského kongresu stalo součástí Švýcarské konfederace, přičemž pruští králové zůstali až do roku 1848 (formálně do Neuchâtelské smlouvy z roku 1857) také knížaty Neuchâtelu. Dne 13. září 1865 padla řada domů za oběť požáru vesnice.

## Obyvatelstvo
| Vývoj počtu obyvatel | Vývoj počtu obyvatel | Vývoj počtu obyvatel | Vývoj počtu obyvatel | Vývoj počtu obyvatel | Vývoj počtu obyvatel | Vývoj počtu obyvatel | Vývoj počtu obyvatel | Vývoj počtu obyvatel | Vývoj počtu obyvatel |
| -------------------- | -------------------- | -------------------- | -------------------- | -------------------- | -------------------- | -------------------- | -------------------- | -------------------- | -------------------- |
| Rok                  | 1850                 | 1880                 | 1900                 | 1950                 | 1960                 | 1970                 | 1980                 | 1990                 | 2000                 |
| Počet obyvatel       | 1471                 | 1945                 | 2093                 | 1653                 | 1550                 | 1445                 | 1176                 | 1206                 | 1180                 |

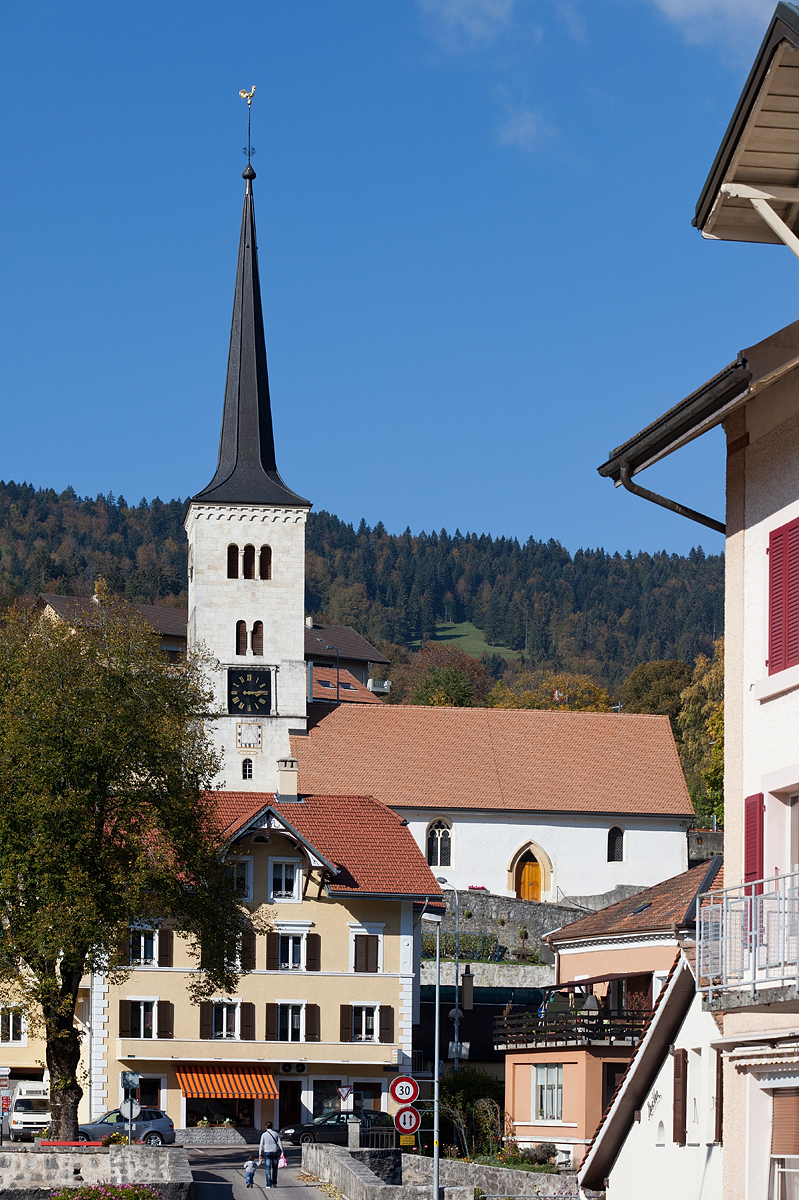
Reformovaný kostel

Z celkového počtu obyvatel je 91,0 % francouzsky mluvících, 3,1 % německy mluvících a 2,0 % italsky mluvících (stav v roce 2000). Počet obyvatel Travers rychle rostl v 19. století a svého maxima dosáhl v roce 1884, kdy zde žilo 2152 obyvatel. Poté zůstával téměř konstantní až do roku 1920. Následně byl až do roku 1980 zaznamenán pokles o téměř 50 % v důsledku silného odlivu obyvatelstva. Od té doby zůstává počet obyvatel stabilní.

## Hospodářství
Travers byl až do poloviny 19. století převážně zemědělskou obcí. Poté následoval rychlý hospodářský vzestup v důsledku vzniku hodinářského průmyslu. Současně byla důležitá také těžba asfaltového dolu La Presta (jihozápadně od obce). Továrna La Presta byla jedním z nejvýznamnějších asfaltových dolů v Evropě a přivedla Val-de-Travers do průmyslového věku. Štola o celkové délce přes 100 kilometrů byla využívána od roku 1712 do roku 1986. Naleziště asfaltu objevil v roce 1711 řecký lékař Eirini d’Eirinis, který se zajímal o léčebné využití tohoto materiálu. Po více než 250 letech produkce asfaltu byly doly z důvodu nerentability uzavřeny. V budovách bývalého dolu dnes sídlí muzeum. Během prohlídky se návštěvníci dozvědí mnoho zajímavého o tom, jak byly štoly obloženy dřevem. Je zde také expozice o historii používání asfaltu od jeho prehistorických počátků.
Od 70. let 20. století průmyslová činnost prudce poklesla v důsledku uzavření několika továren. Dnes jsou zde stále pracovní místa ve stavebnictví, mechanice a dřevařském průmyslu. Důležitou roli ve struktuře zaměstnanosti v obci hraje také zemědělství, zejména chov dobytka, mlékárenství a výroba sýrů. Vzhledem k tomu, že se Travers v posledních desetiletích vyvinul v rezidenční obec, mnoho pracujících dojíždí za prací do zadní části údolí Val de Travers nebo do Neuchâtelu.

## Doprava
Bývalá obec má dobré dopravní spojení. Leží na hlavní silnici z Neuchâtelu do Pontarlier ve Francii přes hraniční přechod Les Verrières. Dne 25. července 1860 byla slavnostně otevřena železniční trať z Auvernier do Les Verrières se stanicí v Travers. Západně od Travers začíná stoupající úsek této trati na severním svahu údolí Val de Travers, aby byl překonán 200metrový výškový rozdíl k průsmyku Les Verrières. Úsek Travers – Saint-Sulpice byl otevřen až o 20 let později, 24. září 1883.